# Hu Yepin
Hu Yepin (en chino, 胡也频; Wade-Giles, Hu Yeh-p'in) (4 de mayo de 1903－7 de febrero de 1931) fue un escritor, poeta, y dramaturgo chino. Miembro prominente de la Liga de Escritores de Izquierda, fue uno de los Cinco Mártires de la Liga de Izquierda ejecutado en febrero de 1931 por el gobierno del Kuomintang.
Hu era el primer marido de la célebre escritora Ding Ling, quién era también miembro de la Liga de Escritores de Izquierda, y era un amigo cercano del escritor Shen Congwen.

## Vida y obra

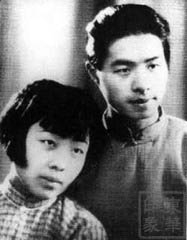
Hu Yepin y Ding Ling en 1926

Hu Yepin nacido Hu Peiji (胡培基) el 4 de mayo de 1903 en Fuzhou, provincia de Fujian. Tenía cuatro hermanos más jóvenes y una hermana menor. Con quince años empezó a trabajar como aprendiz de un orfebre.
En 1920 Hu se mudó a Shanghái, donde asistió al Instituto Pudong, y cambió su nombre a Hu Chongxuan (胡崇轩). Un año más tarde se trasladó a Tianjin para estudiar en la academia naval de Dagukou. Sin embargo, la academia fue cerrada poco después, y tuvo que probar suerte en la cercana ciudad de Beijing. Cambió su nombre de nuevo, pasando a llamarse Hu Yepin.
En el verano de 1924, Hu Yepin conoció Ding Ling, quién había llegado recientemente a Beijing procedente de Shanghái. Se enamoraron y se casaron (no oficialmente) en 1925.
A finales de 1928, Hu Yepin, Ding Ling, y su amigo cercano, el escritor Shen Congwen, se trasladaron de Beijing a Shanghái. El trío fundó la editorial  Rojo y Negro y su revista Rojo y Negro.
La empresa fracasó y cerró poco después. Para devolver sus deudas, Hu Yepin aceptó un trabajo de enseñanza en el instituto provincial de Jinan, la capital de la provincia de Shandong en 1929. Según el lingüista Ji Xianlin, quién era entonces un estudiante en el instituto, la llegada desde Shanghái de Hu Yepin y su elegante mujer Ding Ling causó sensación en la escuela.
En mayo de 1930, el gobierno dirigido por el Kuomintang ordenó el arresto de Hu Yepin para su reeducación anticomunista. Hu y Ding fueron forzados a dejar Jinan y regresar a Shanghái, donde se unieron a la Liga de Escritores de Izquierda, fundada dos meses antes. Hu Yepin participó como miembro del comité ejecutivo de la liga.
En noviembre de 1930, Hu Yepin se unió al Partido Comunista de China. En el mismo mes, Ding Ling dio a luz un niño al que llamaron Hu Xiaopin (胡小频), quién más tarde adoptó el nombre de Jiang Zulin (蒋祖林) después de la muerte de Hu Yepin, utilizando el apellido real de Ding Ling, Jiang.

## Arresto y ejecución
En septiembre de 1930, el dirigente del Kuomintang Chen Lifu prohibió formalmente la Liga de Escritores de Izquierda. También se emitieron órdenes para arrestar a todos sus miembros. La Liga se convirtió en clandestina.
El 17 de enero de 1931, mientras asistía a una reunión secreta del Partido Comunista en el Hotel Oriental en el dominio británico de Shanghái, Hu Yepin fue arrestado junto con otros asistentes por la policía británica.
Cuándo Hu Yepin no regresó a su casa, Ding Ling y Shen Congwen lo estuvieron buscando frenéticamente. Un día más tarde, Shen recibió la confirmación de que Hu había sido arrestado por la policía británica y entregado al Kuomintang, que lo encarceló en Longhua, un suburbio de Shanghái, donde muchos comunistas estuvieron confinados. Shen y Ding buscaron la ayuda de intelectuales prominentes como Hu Shih, Xu Zhimo, Cai Yuanpei, y Shao Lizi, que intentaron convencer a Chen Lifu y al alcalde de Shanghái Zhang Qun para solicitar la liberación de Hu sin ningún aval.
El 7 de febrero de 1931, el Kuomintang ejecutó a 23 Comunistas en Longhua, incluyendo a tres mujeres (una de ellas embarazada). Hu Yepin era uno de los cinco miembros de la Liga de Izquierda ejecutados en aquel día, junto con Rou Shi, Li Weisen, Yin Fu, y Feng Keng, recordados como los Cinco Mártires de la Liga de Escritores de Izquierda por el Partido Comunista de China.
Las circunstancias del arresto de Hu junto con los otros comunistas fueron muy polémicas. Aun así, publicaciones de China y Taiwán, actualmente están de acuerdo en señalar que fueron traicionados por miembros de una facción comunista rival, posiblemente Wang Ming y sus cercanos asociados, Gu Shunzhang y Tang Yu.

## Trabajos
Los primeros escritos de Hu Yepin, como Dónde Ir (往何处去), eran semiautobiográficos, reflejando su sentido de desesperación sobre la pobreza extendida y la falta de expectativas en China durante la década de 1920. Una Perla en el Cerebro (活珠子) era uno de sus trabajos más destacados. Hu era uno de los pocos literatos del grupo del Cuatro de Mayo capaz de escribir con facilidad en la por entonces nueva lengua china vernácula.
En todas sus  novelas, los pobres siempre pierden. Su reacción contra la injusticia social le hizo susceptible a la influencia de la ideología Comunista. En 1930, el año en que se unió al Partido Comunista, y poco antes de su ejecución,  publicó el relato corto A Moscú (到莫斯科去) y la novela Un Futuro Brillante (光明在我们的前面).